# Sierra del Rosario
La sierra del Rosario est un système montagneux de moyenne altitude à l'extrémité ouest de l'ile de Cuba.

## Géographie
C'est la partie orientale de la cordillère de Guaniguanico dont elle comprend le point culminant, le pan de Guajaibón (699 m). Son extrémité occidentale est dans la province de Pinar del Rio mais elle est située pour l'essentiel dans la province d'Artemisa et relève des municipalités d'Artemisa, de Bahía Honda, de Candelaria et de San Cristóbal.
Dans la municipalité de Candelaria se trouve l'éco-communauté de Las Terrazas, créée dans la foulée de la révolution.

## Protection environnementale
Une large part de la sierra del Rosario a été classée réserve de biosphère par l'Unesco en 1984. 
La réserve naturelle las Peladas, créée en 1985 sur 214 ha dans le massif du même nom, est l'une des zones du cœur de cette réserve de biosphère ; de même que la réserve naturelle El Mulo (280,53 ha, dans le nord-est de la réserve de biosphère à Candelaria et Bahía Honda), et la réserve écologique (Reserva Ecológica) El Salón (581,87 ha, à Candelaria).